# رازامبيك جمالوف
رازامبيك سلامبيكوفيتش جمالوف (الروسية: Разамбек Саламбекович Жамалов; ولد في 1 يوليو 1998) هو لاعب مصارعة حرة أوزبكي من أصل روسي يتنافس في 74 كيلوغرامًا. فاز زمالوف كأس العالم الفردية لعام 2020 وبطل العالم تحت 23 سنة، وممثلاً عن أوزبكستان فاز بالميدالية الذهبية في الألعاب الأولمبية الصيفية 2024. وكان أيضًا بطلًا وطنيًا روسيًا مرتين ووصل إلى النهائي أربع مرات قبل أن ينتقل إلى أوزبكستان.

## نشأته
وُلد جمالوف في قرية صغيرة تُدعى بيتراكوفسكوي في مقاطعة خاسافيورتوفسكي في داغستان. تحت إشراف آدم سايتييف وموسى سيدالباتالوف في أكاديمية سايتييف للمصارعة، كان جمالوف يمثل داغستان والشيشان في الدائرة الوطنية.

## مسيرته الرياضية

### 2016-2018
ظهر زمالوف لأول مرة في أول ظهور له في بطولة المصارعة الحرة في نفس اليوم الذي أصبح فيه مؤهلاً لذلك، حيث بلغ 18 عامًا في يوليو 2016، في بطولة علي علي علييف التذكارية، حيث احتل المركز العاشر بعد أن حقق 1-1. في نوفمبر، فاز بكأس القارات، بفوز ملحوظ على حامل لقب بطولة آسيا مرتين بطل آسيا دولت نيازبيكوف في النهائيات.
في يناير 2017، احتل المركز التاسع في الجائزة الكبرى الذهبية إيفان ياريجين. في شهر مارس، انتقل من وزن 61 كجم إلى 66 كجم، وحصل على بطولة رومان دميترييف التذكارية وتم تسميته "المصارع المتميز"، بعد هزيمة أربعة منافسين بنفس النتيجة 10-0. في سبتمبر، حصل على المركز الثامن في جوائز ألكسندر ميدفيد. ولاختتام العام، فاز جمالوف بكأس ستيبان ساركيسيان في أرمينيا في أكتوبر.
في عام 2018، بدأ بالصعود من 65 كجم إلى 70 كجم، وفي مارس، أصبح بطلًا في بطولة رومان دميترييف التذكارية مرتين. بعد التأهل عبر بطولات تحت 20 عامًا، شارك جمالوف في بطولة روسيا الوطنية للمصارعة الحرة 2018 في أغسطس، حيث سجل فوزًا بنتيجة 8-1، ثم هُزم في مباراة متقاربة بنتيجة 1-2 ضد ماجوميدراسول غازيماجوميدوف بطل العالم لعام 2015 بطل العالم لعام 2018 ، ثم هُزم مرة أخرى على يد بطل العالم مرتين في فئة عمرية بطل العالم ديفيد بايف في خسارة في اللحظة الأخيرة من الخلف. بعد حصوله على المركز الثاني في بطولة العالم للمصارعة تحت 20 سنة 2018، أصبح بطل كأس القارات مرتين، عندما هزم بطل البطولة العائد وبطل العالم العسكري لعام 2010 أغاهوسين مصطفىيف في النهائي. ثم مثل روسيا في كأس أحمد قديروف، حيث سجل ثلاث رميات من خمس نقاط ورمية واحدة من أربع نقاط للفريق. في ديسمبر، حصل على المركز الثالث في بطولة آلانس الدولية، بخسارته الوحيدة أمام بطل العالم لعام 2016 ماغوميد كوربانالييف.

### 2019
لبدء العام، تنافس جمالوف في جائزة الجائزة الكبرى الذهبية إيفان ياريجين في يناير، حيث حصل على الميدالية البرونزية بعد خسارته أمام بطل العالم العائد ماجوميدراسول غازيماجوميدوف وفاز على بطل بطولة الولايات المتحدة المفتوحة الوطنية لعام 2018 جيسون تشامبرلين وبطل العالم مرتين في بطل العالم للفئة العمرية ديفيد بايف، وأصبح الأخير هو المباراة الأكثر شهرة في البطولة. في مارس، أصبح بطل أوروبا تحت 23 عامًا في سن العشرين. وفي مايو، حصل على لقب علي علييف التذكاري. في يوليو، تنافس في بطولة المصارعة الحرة الروسية الوطنية لعام 2019، حيث وصل إلى النهائيات بفوزه على بطل بطولة المصارعة الحرة الروسية الوطنية لعام 2017 ماجوميدخبيب كاديمغوميدوف وبطل أوروبا للناشئين لعام 2018 تشيرمين فالييف، قبل أن يهزمه منافسه ديفيد بايف في مباراة ملحمية أخرى، ليحصل على الميدالية الفضية. بعد خسارة فرصة تمثيل روسيا في بطولة العالم للمصارعة 2019، ارتقى جمالوف إلى فئة الوزن الأولمبية (من 70 كجم إلى 74 كجم) وفاز ببطولة روسيا المفتوحة تحت 23 عامًا بفوزه على تيمور بيجوف، الحائز على الميدالية الذهبية في بطولة العالم تحت 23 عامًا 2018، في النهائيات، في سبتمبر، ليصبح لاعب فريق روسيا العالمي تحت 23 عامًا 2019. في سن 21، أصبح بطل العالم تحت 23 عامًا بخمسة انتصارات بقرار في بطولة العالم تحت 23 عامًا.

### 2020
في بداية شهر يناير، حقق جمالوف سلسلة من الانتصارات على منافسين رفيعي المستوى في الجائزة الكبرى الذهبية لإيفان ياريجين، مثل الحائز على ميدالية بطولة أوروبا لعام 2019 تيمور بيجوف، وصيف بطولة العالم لعام 2019، وبطل آسيا لعام 2019 نوركوزا كايبانوف، وبطل العالم لعام 2016 ماغوميد كوربانالييف، قبل أن يخسر في النهائيات أمام قائمة أبطال العالم والأولمبياد مرتين في المصارعة الحرة للرجال ماجومدراس غازيماغوميدوف، ليحصل على الميدالية الفضية. بعد عدم تمكنه من المنافسة لعدة أشهر بسبب جائحة كوفيد-19، عاد جمالوف في أكتوبر ليحصل على بطولة روسيا الوطنية للمصارعة الحرة 2020، عندما هزم بطل العالم للمصارعة الحرة 2014 في وزن 70 كجم للرجال لعام 2014 خيتاج تسابولوف في النهائيات.
بعد فوزه بالبطولة الوطنية الروسية، اختير جمالوف ممثلاً لروسيا في كأس العالم للمصارعة الفردية 2020 في ديسمبر (بديلاً عن بطولة العالم). في البطولة، حقق مجموع نقاط 21-0 ضد ثلاثة منافسين ليصل إلى النهائيات، حيث واجه بطل العالم مرتين فرانك شاميزو، الذي تمكن من التغلب عليه بفوزه عودة في الثواني الأخيرة من المباراة بإسقاطه بنقطتين، ليصبح بطل أكبر بطولة في مسيرته.

### 2021
شارك جمالوف في بطولة روسيا الوطنية للمصارعة الحرة 2021 في مارس، حيث تغلب على ماغوميد ديبيرغادجييف، وصيف كأس العالم لعام 2019، وبطل العالم الجامعي لعام 2016 نبيربيك خيزرييف، ثم ثأر لهزيمته الأخيرة في بطولة الجائزة الكبرى الذهبية إيفان ياريجين 2020 أمام ماغوميدراسول غازيماغوميدوف، بطل العالم مرتين، بفارق نقاط، ليتأهل إلى النهائيات. في المباراة النهائية، صارع مرتين وبطل العالم الحالي زوربيك سيداكوف، الذي خسر أمامه في مباراة متقاربة 2–3، متخليًا عن مكانه في فريق الاتحاد الروسي الأولمبي لعام 2021.
في أبريل، تنافس جمالوف في بطولة أوروبا، وبعد تحقيق فوز ملحوظ على سيمين رادولوف، هُزم على يد بطل العالم تحت 23 سنة 2018 تاجموراز سالكازانوف وبطل العالم مرتين فرانك شاميزو، ليحتل المركز الخامس. خلال البطولة، تعرض جامالوف لإصابة خطيرة تطلبت إجراء عملية جراحية وأشهرًا من الراحة، مما جعله خارج الملاعب لمدة عام.

### 2022–2023
بعد غياب دام أكثر من عام، عاد جمالوف  إلى الحلبة في 19 مايو في بطولة بودوبني للمصارعة المرموقة، حيث وصل إلى نصف النهائي قبل أن يخسر أمام منافسه ديفيد بايف. عاد جمالوف ليحصد الميدالية البرونزية. بعد شهر، تنافس جمالوف في بطولة روسيا الوطنية للمصارعة الحرة 2022 من 24 إلى 26 يونيو، حيث وصل إلى التاج بعد فوزه على بايف في الدور نصف النهائي وفوزه على زميله بطل العالم تحت 23 سنة وبطل روسيا الوطني تشيرمين فالييف في النهائي. ولإنهاء العام، أصبح بطل سبارتاكياد عموم روسيا، بفوز ملحوظ على ديفيد بايف في أغسطس. بعد أشهر من عدم خوض أي منافسة، هزم إلياس بكبولاتوف بالسقوط في دوري بودوبني للمصارعة 4 في عام 2023.

### 2024
في يناير، غيّر جمالوف جنسيته الرياضية وانتقل إلى دولة أوزبكستان. في فبراير، تنافس في سباق الجائزة الكبرى الأوزبكي بوتيرلاري، مرتديًا القميص الأوزبكي لأول مرة في مسيرته. شق طريقه نحو الميدالية الذهبية بأربعة انتصارات على زملائه الرياضيين الأوزبكيين.
في يونيو، تجول في الملعب في سلسلة تصنيف بولياك إيمري وفارجا يانوس ليحصل على ميدالية ذهبية بأربعة انتصارات متتالية. حصل جمالوف على مركز أعلى من مواطنه الأوزبكي بيكزود عبد الرحمنوف، الذي احتل المركز الخامس وتأهل للوزن المخصص لـ أوزبكستان في دورة الألعاب الأولمبية الصيفية، وحصل على الحق في المنافسة في دورة الألعاب الأولمبية الصيفية 2024.
في أغسطس، شارك جمالوف لأول مرة في الألعاب الأولمبية الصيفية 2024 في باريس. في اليوم الأول، حقق أربعة انتصارات متتالية على زملائه المصارعين المولودين في روسيا، حيث هزم الحائز على الميدالية الفضية الأولمبية العائد ماغوميدخبيب كاديمغوميدوف، وبطولة أوروبا أربع مرات تاجموراز سالكازانوف من سلوفاكيا، بطل العالم تحت 23 سنة شيرمين فالييف من ألبانيا وبطل العالم الجامعي فيكتور راسادين من طاجيكستان، للتقدم إلى النهائيات والحصول على الميدالية. في اليوم التالي، ثبّت جمالوف الميدالية العالمية دايتشي تاكاتاني من اليابان ليحصل على الميدالية الذهبية ويصبح البطل الأولمبي. في 22 أغسطس، قدم وزير الثقافة البدنية والرياضة في الشيشان أحمد قديروف شققًا للمواطنين الأصليين في الجمهورية، والفائز بالميدالية البرونزية في أولمبياد باريس رازامبيك جمالوف وإسلام دوداييف.